# Polisstation

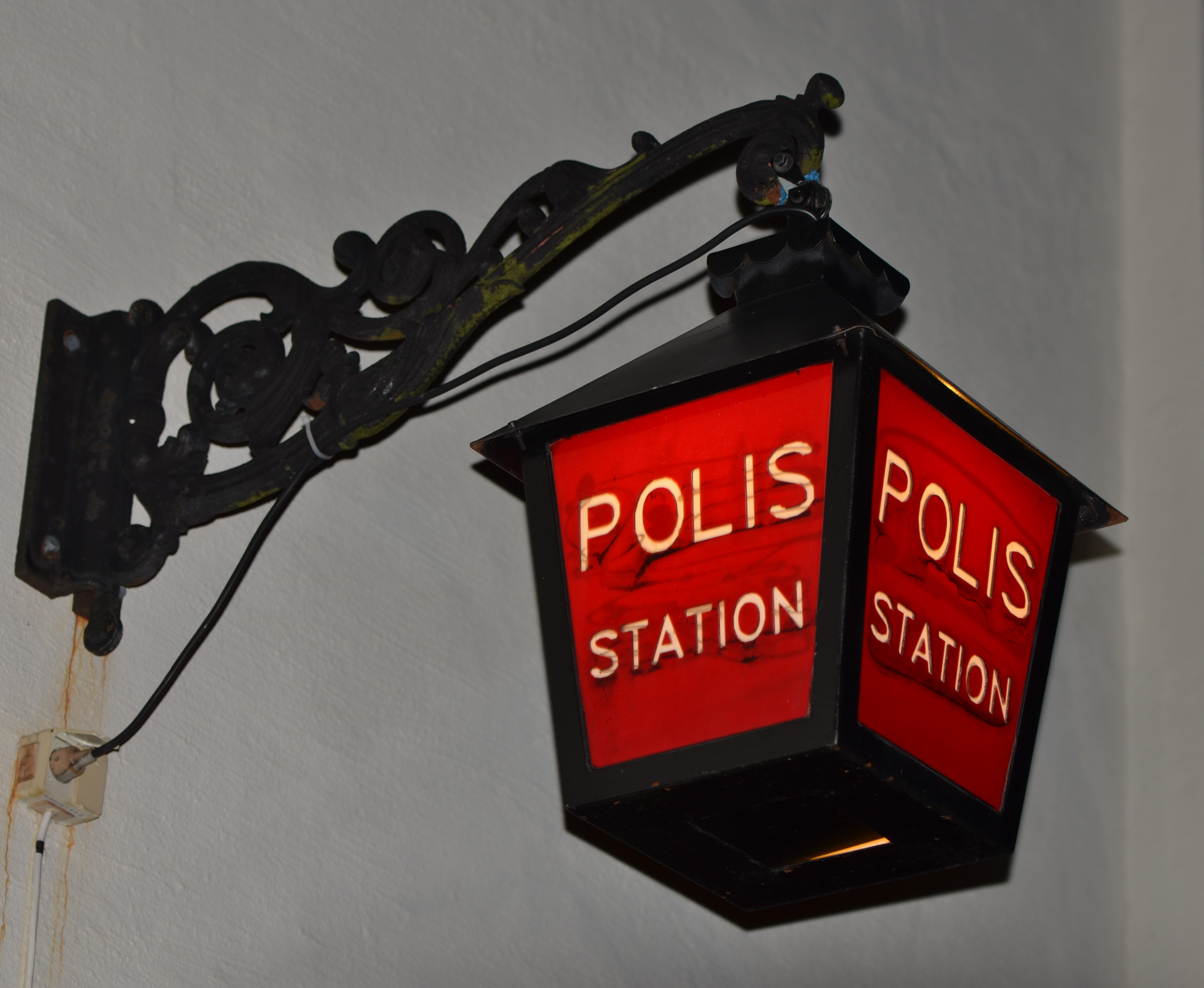
Skylt utanför polisstationen i Gustavsberg

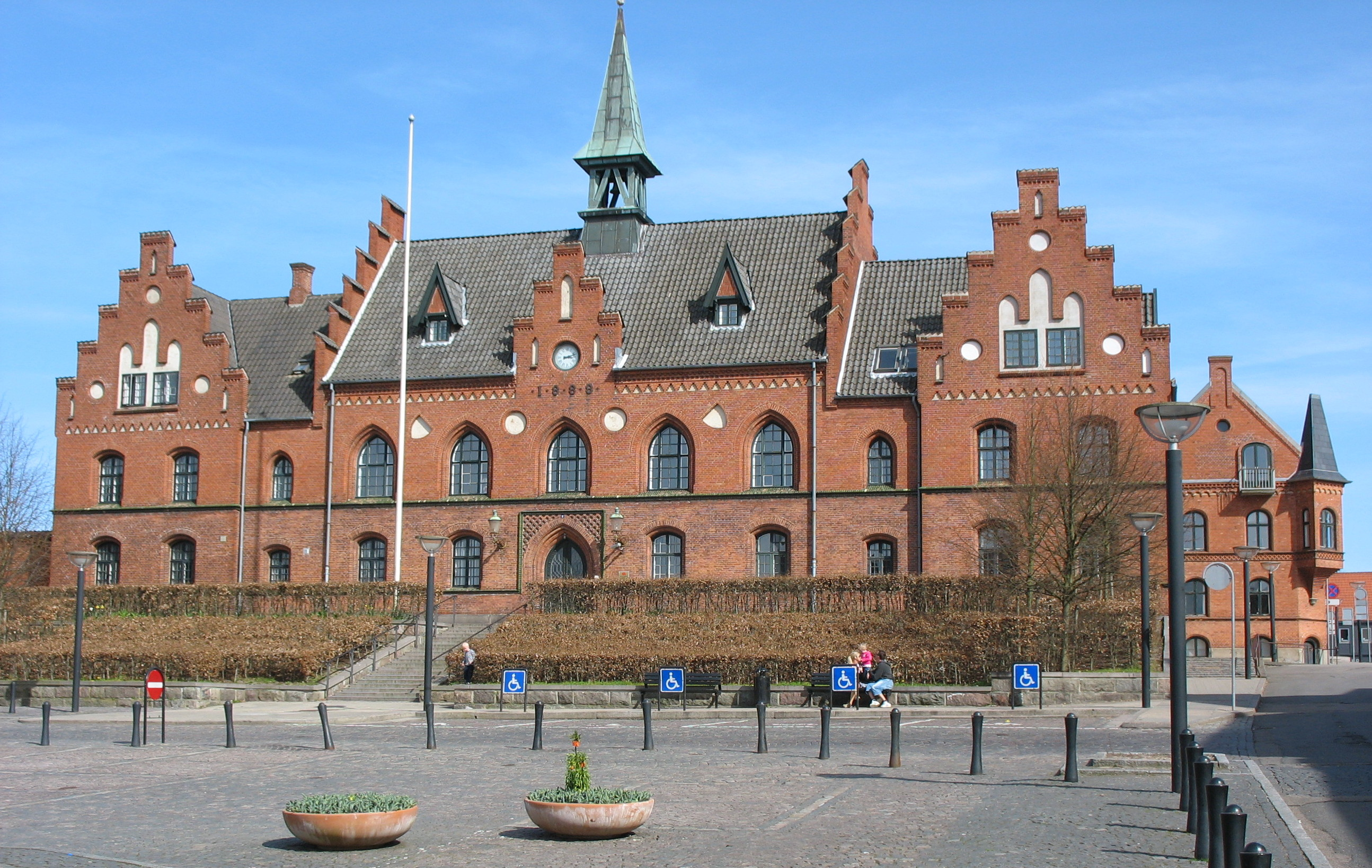
Hillerød Politistation, stadens tidigare rådhus

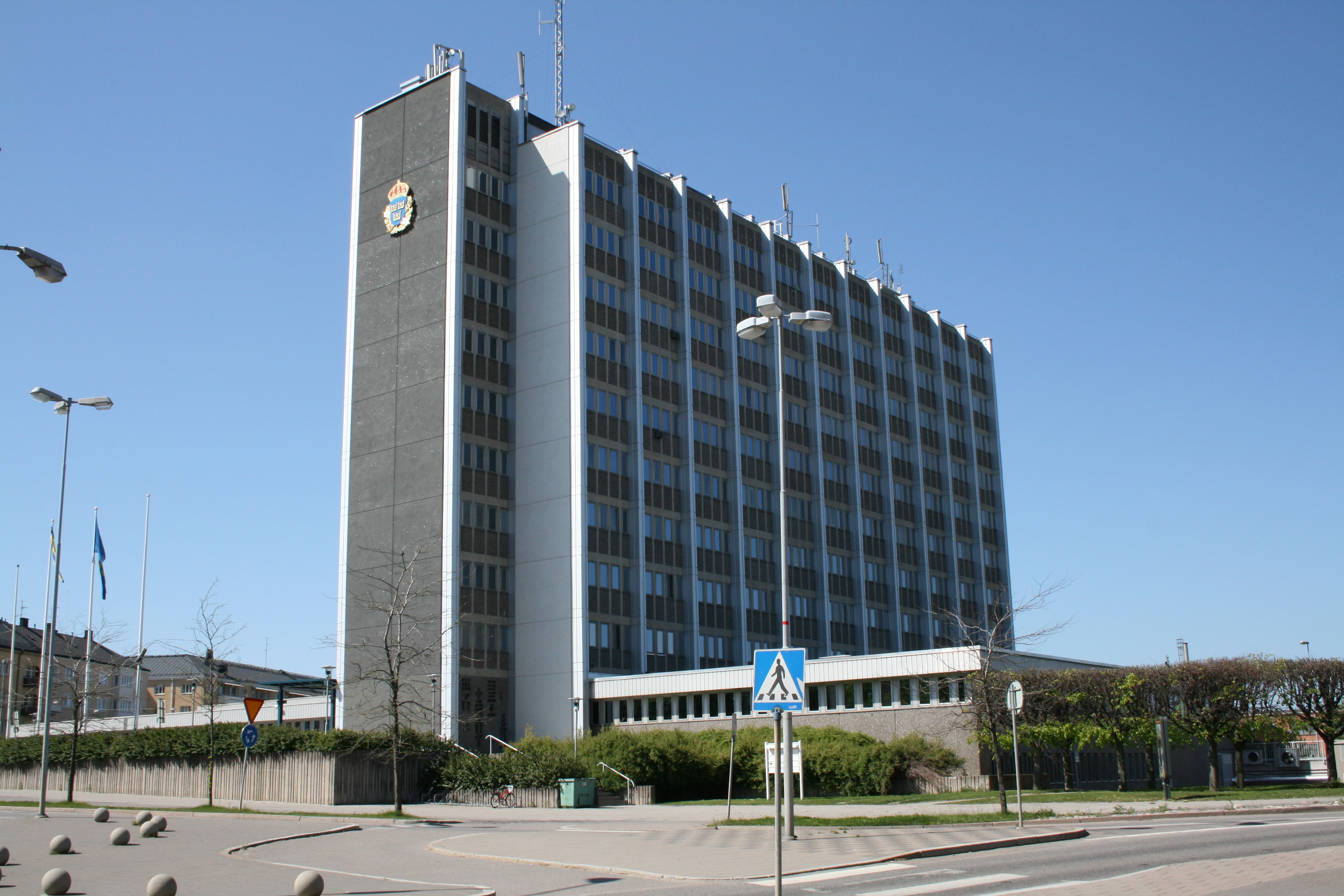
Polishuset i Norrköping

Polisstation är en byggnad eller en lokal, som fungerar som bas för polisverksamheten på en ort, i en stadsdel eller inom annat begränsat område.

## Exempel på polisstationer
- J. Edgar Hoover Building - säte för FBI
- Lubjanka i Moskva - namn även för ett fängelse
- Scotland Yard i London - säte samt metonym för Metropolitanpolisen
- Stockholms polishus - säte för Polismyndigheten